# Flatoides grisea
Flatoides grisea är en insektsart som först beskrevs av Fowler 1900.  Flatoides grisea ingår i släktet Flatoides och familjen Flatidae. Inga underarter finns listade i Catalogue of Life.